# Toba Toshimasa
Toshimasa Toba (sinh ngày 16 tháng 7 năm 1975) là một cầu thủ bóng đá người Nhật Bản.

## Sự nghiệp câu lạc bộ
Toshimasa Toba đã từng chơi cho Mito HollyHock.